# Erik Hornung
Erik Hornung (28. ledna 1938, Riga – 11. července 2022) byl švýcarský egyptolog, profesor univerzity v Basileji. Zaměřoval se na egyptské náboženství, zejména na královské pohřební texty doby Nové říše.

## Dílo
- HORNUNG, Erik. Tajemný Egypt: kořeny hermetické moudrosti (Das esoterische Ägypten). Překlad Allan Plzák. Praha: Paseka, 2002. 224 s. ISBN 80-7185-436-0.